# Connie Meiling
Connie Meiling, född 29 november 1930 i Köpenhamn, är en dansk tidigare barnskådespelare. Hon var gift med författaren Mogens Linck.
Meiling var berömd under 1930-talet som Lille Connie och hon medverkade mellan 1935 och 1940 i minst sju danska långfilmer.
Efter filmkarriären utbildade hon sig till grafisk formgivare och formgav bland annat Danmarks Radios logotyp år 1964.

## Filmografi (urval)
- 1938 – Svensson ordnar allt!